# Africa Cup 2001
L'Africa Cup 2001 fu la 2ª edizione della Coppa d'Africa di rugby a 15; contesa tra 6 squadre nazionali africane, si disputò tra il 17 marzo e l'11 novembre 2001.
Per la prima volta si disputò su due divisioni di merito; la prima divisione assegnò il titolo di campione continentale, mentre la seconda promosse la squadra che per l'edizione successiva avrebbe disputato la divisione maggiore.
La seconda divisione della Coppa funse anche da primo turno delle qualificazioni africane alla Coppa del Mondo di rugby 2003, il cui secondo turno fu la prima divisione del 2002.
Al torneo partecipò anche la federazione sudafricana, la cui Nazionale era comunque già qualificata di diritto alla Coppa del Mondo; la squadra mandata a rappresentare il Paese fu la selezione Under 23 che vinse il torneo battendo in finale a Casablanca il Marocco per 36-20.
Il Madagascar, a sua volta, vinse la seconda divisione e, insieme alla promozione alla prima edizione dell'edizione successiva, guadagnò anche il passaggio al secondo turno della qualificazione mondiale.

## 1ª divisione

### Girone Nord
| Data      | Incontro                 | Risultato | Sede      |
| --------- | ------------------------ | --------- | --------- |
| 17-3-2001 | Tunisia ― Marocco        | 14–17     | Tunisi    |
| 7-4-2001  | Costa d'Avorio ― Marocco | 11–18     | Abidjan   |
| 21-4-2001 | Marocco ― Costa d'Avorio | 20–18     | Fès       |
| 28-4-2001 | Tunisia ― Costa d'Avorio | 11–11     | Tunisi    |
| 12-5-2001 | Costa d'Avorio ― Tunisia | 46–0      | Abidjan   |
| 19-5-2001 | Marocco ― Tunisia        | 30–3      | Marrakech |

|  | Classifica girone Nord | G | V | N | P | P+ | P-  | diff. | PT |
|  | ---------------------- | - | - | - | - | -- | --- | ----- | -- |
|  | Marocco                | 4 | 4 | 0 | 0 | 85 | 46  | +39   | 8  |
|  | Costa d'Avorio         | 4 | 1 | 1 | 2 | 86 | 49  | +37   | 3  |
|  | Tunisia                | 4 | 0 | 1 | 3 | 28 | 104 | -76   | 1  |

### Girone Sud
| Data      | Incontro                  | Risultato | Sede         |
| --------- | ------------------------- | --------- | ------------ |
| 26-5-2001 | Namibia ― Sudafrica U-23  | 15–60     | Windhoek     |
| 2-6-2001  | Zimbabwe ― Sudafrica U-23 | 20–71     | Bulawayo     |
| 16-6-2001 | Sudafrica U-23 ― Namibia  | 41–13     | Johannesburg |
| 23-6-2001 | Sudafrica U-23 ― Zimbabwe | 78–29     | Durban       |
| 7-7-2001  | Zimbabwe ― Namibia        | 27–26     | Harare       |
| 14-7-2001 | Namibia ― Zimbabwe        | 19–15     | Windhoek     |

|  | Classifica girone Sud | G | V | N | P | P+  | P-  | diff. | PT |
|  | --------------------- | - | - | - | - | --- | --- | ----- | -- |
|  | Sudafrica U-23        | 4 | 4 | 0 | 0 | 250 | 77  | +173  | 8  |
|  | Namibia               | 4 | 1 | 0 | 3 | 73  | 143 | -70   | 2  |
|  | Zimbabwe              | 4 | 1 | 0 | 3 | 91  | 194 | -103  | 2  |

### Finale
| Casablanca 10 novembre 2001 | Marocco | 20 – 36 referto | Sudafrica U-23 | Stadio del C.O.C. |

## 2ª divisione

### Primo turno

#### Girone A
| Data      | Incontro         | Risultato | Sede     |
| --------- | ---------------- | --------- | -------- |
| 28-7-2001 | Zambia ― Camerun | 25–24     | Chingola |
| 11-8-2001 | Uganda ― Zambia  | 21–12     | Kampala  |
| 28-8-2001 | Camerun ― Uganda | 17–0      | Yaoundé  |

|  | Classifica girone A | G | V | N | P | P+ | P- | diff. | PT |
|  | ------------------- | - | - | - | - | -- | -- | ----- | -- |
|  | Camerun             | 2 | 1 | 0 | 1 | 41 | 25 | +16   | 2  |
|  | Zambia              | 2 | 1 | 0 | 1 | 37 | 45 | -8    | 2  |
|  | Uganda              | 2 | 1 | 0 | 1 | 21 | 29 | -8    | 2  |

#### Girone B
| Data      | Incontro              | Risultato | Sede         |
| --------- | --------------------- | --------- | ------------ |
| 1-9-2001  | Botswana ― eSwatini   | 13–3      | Gaborone     |
| 16-9-2001 | Madagascar ― Botswana | 31–11     | Antananarivo |
| 29-9-2001 | eSwatini ― Madagascar | 21–26     | Manzini      |

|  | Classifica girone B | G | V | N | P | P+ | P- | diff. | PT |
|  | ------------------- | - | - | - | - | -- | -- | ----- | -- |
|  | Madagascar          | 2 | 2 | 0 | 0 | 57 | 32 | +25   | 4  |
|  | Botswana            | 2 | 1 | 0 | 1 | 24 | 34 | -10   | 2  |
|  | eSwatini            | 2 | 0 | 0 | 2 | 24 | 39 | -15   | 0  |

### Secondo turno
| Data       | Incontro             | Risultato | Sede         |
| ---------- | -------------------- | --------- | ------------ |
| 13-10-2001 | Madagascar ― Kenya   | 27–20     | Antananarivo |
| 27-10-2001 | Camerun ― Madagascar | 24–30     | Yaoundé      |
| 24-11-2001 | Kenya ― Camerun      | 40–15     | Nairobi      |

|  | Classifica finale | G | V | N | P | P+ | P- | diff. | PT |
|  | ----------------- | - | - | - | - | -- | -- | ----- | -- |
|  | Madagascar        | 2 | 2 | 0 | 0 | 57 | 44 | +13   | 4  |
|  | Kenya             | 2 | 1 | 0 | 1 | 60 | 42 | +18   | 2  |
|  | Camerun           | 2 | 0 | 0 | 2 | 39 | 70 | -31   | 0  |

### Esito della 2ª divisione
- Madagascar: promosso alla 1ª divisione dell'Africa Cup 2002.